# Mechanitis vilcanota
Mechanitis vilcanota är en fjärilsart som beskrevs av Johannes Karl Max Röber 1904. Mechanitis vilcanota ingår i släktet Mechanitis och familjen praktfjärilar. Inga underarter finns listade i Catalogue of Life.